# Rainer Guldener
Rainer Guldener (* 14. Februar 1956 in Schaffhausen, Schweiz) ist ein Schweizer Schauspieler.

## Ausbildung
Guldener absolvierte seine Schauspieler-Ausbildung am Theater für den Kanton Zürich bei Reinhard Spörri, später bildete er sich bei David Esrig, Athanor München, weiter.

## Filmografie (Auswahl)
- 1981: Tatort – Das Lederherz
- 1984: Unser Mann vom Südpol
- 1996: Die Elsässer
- 1997: Der letzte Zeuge (Fernsehserie)
- 1997: Louis la Brocante (französische Fernsehserie – Staffel 1 Folge 1)
- 1998: Unsere Kinder, verschollen im Urlaub
- 1999: Bei aller Liebe
- 2000: Die Rosenheim-Cops (Fernsehserie)
- 2001: Nebenwirkungen
- 2002: alphateam – Die Lebensretter im OP (Fernsehserie)
- 2003: Heimat 3
- 2005: Grounding – Die letzten Tage der Swissair (Kino)
- 2005–2006: Tessa – Leben für die Liebe (Telenovela)
- 2006: Forsthaus Falkenau – Aufbruch
- 2011: Anonymus (Anonymous)
- 2011: Anna und die Liebe (Telenovela)
- 2013: Tatort – Letzte Tage
- 2017: Auf der Suche nach Oum Kulthum (Looking for Oum Kulthum)

## DVDs, Videos und Hörbücher
- Gottfried Keller: Frau Regel Amrain und ihr Jüngster. Janus-Hörbuch Verlag, München, 1997.
- Die Elsässer, VHS-Kassetten bei ARTHAUS Verlag.
- Heimat3 bei Kinowelt als DVD und Video.